# Komisarze Brytyjskiego Terytorium Oceanu Indyjskiego

Flaga terytorium, będąca także flagą komisarza

Komisarz Brytyjskiego Terytorium Oceanu Indyjskiego reprezentuje władzę brytyjską na tym terytorium. Jest on mianowany przez monarchę na wniosek Foreign and Commonwealth Office. Komisarz nie rezyduje na wyspach, gdzie nie ma stałych mieszkańców, lecz w Londynie.
Komisarz zarządzą terytorium w imieniu rządu, uchwala odpowiednie akty legislacyjne. Jest odpowiedzialny za kontakt z wojskami amerykańskimi i brytyjskimi z bazy wojskowej Diego Garcia.
Asystentem komisarza jest administrator, który także rezyduje w Londynie. Przedstawicielem komisarza na wyspach jest najstarszy rangą oficer brytyjski w bazie wojskowej Diego Garcia.
Brytyjskie Terytorium Oceanu Indyjskiego stało się odrębnym terytorium zamorskim w 1965. W latach 1965–1976 funkcję komisarza zawsze pełnił gubernator Seszeli. Od 1998 komisarz terytorium jest także komisarzem Brytyjskiego Terytorium Antarktycznego.
W przeciwieństwie do innych brytyjskich gubernatorów i komisarzy, komisarz BTOI nie posiada własnej flagi. Posługuje się oficjalną flagą terytorium.

## Lista komisarzy
| Osoba | Osoba   | Osoba                                    | Kadencja             | Kadencja             |
| #     | Portret | Imię i Nazwisko                          | Od                   | Do                   |
| ----- | ------- | ---------------------------------------- | -------------------- | -------------------- |
| 1     |         | Julian Edward George Asquith (1916–2011) | 8 listopada 1965     | 1967                 |
| 2     |         | Hugh Selby Norman-Walker (1916–1985)     | 1967                 | 1969                 |
| 3     |         | Bruce Greatbatch (1917–1988)             | 1969                 | 1973                 |
| 4     |         | Colin Hamilton Allen (1921–1993)         | 1973                 | 28 czerwca 1976      |
| 5     |         | Norman Aspin (1922–2011)                 | 28 czerwca 1976      | 1976                 |
| 6     |         | Philip Mansfield (1926–2003)             | 1976                 | 17 września 1979     |
| 7     |         | John Robson (1930–)                      | 17 września 1979     | 1982                 |
| 8     |         | Nigel Wenban-Smith (1936–)               | 1982                 | 1985                 |
| 9     |         | William Marsden (1940–)                  | 1985                 | 1988                 |
| 10    |         | Richard Edis (1943–2002)                 | 1988                 | 2 października 1991  |
| 11    |         | Thomas George Harris (1945–)             | 2 października 1991  | 28 stycznia 1994     |
| 12    |         | David Ross MacLennan (1945–)             | 28 stycznia 1994     | 1 lipca 1996         |
| 13    |         | Bruce Dinwiddy (1946–)                   | 1 lipca 1996         | 17 lutego 1998       |
| 14    |         | Christopher Edward John Wilton (1951–)   | 17 lutego 1998       | 13 lipca 1998        |
| 15    |         | John White (1946–)                       | 13 lipca 1998        | 23 kwietnia 2001     |
| 16    |         | Alan Huckle (1948–)                      | 23 kwietnia 2001     | 12 stycznia 2004     |
| 17    |         | Tony Crombie (1956–)                     | 12 stycznia 2004     | 31 lipca 2006        |
| 18    |         | Leigh Turner (1958–)                     | 31 lipca 2006        | 23 czerwca 2008      |
| 19    |         | Colin Roberts (1959–)                    | 23 czerwca 2008      | 17 października 2012 |
| 20    |         | Peter Hayes (1963–)                      | 17 października 2012 | nadal                |